# 선장은 배와 운명을 함께한다

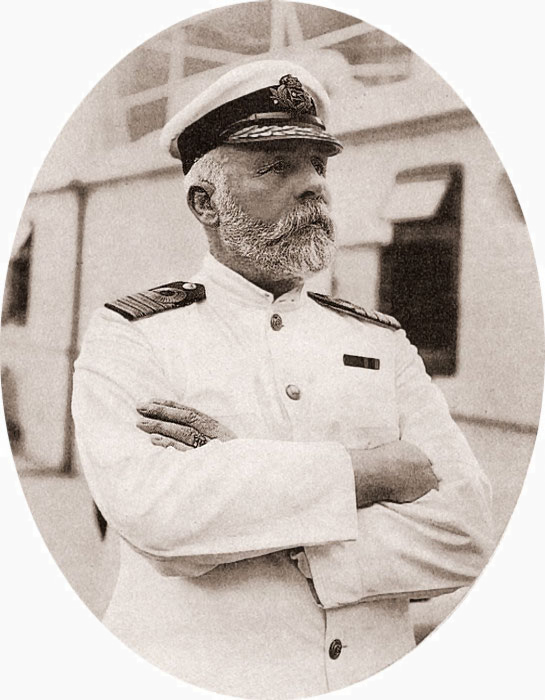
에드워드 스미스는 RMS 타이타닉의 선장으로서 배와 "운명을 함께"한 선장의 대표격으로 여겨진다.

“선장은 배와 운명을 함께한다”("The captain goes down with the ship")는 관용구이자 실제로 이루어지는 해사적 전통으로서, 선장은 해상 사고 시 죽음을 각오하고 배를 끝까지 책임진다는 이야기다. 대개 1912년 RMS 타이타닉 침몰사고 당시 선장 에드워드 스미스가 한 말이라고 알려져 있지만, 이 말 자체는 타이타닉 호 사고보다 최소 11년 이상 앞선다.
“선장은 배와 운명을 함께한다”는 19세기의 또다른 해상 규약인 “여자와 아이들 먼저”와 밀접한 관련이 있다. “선장은 배와 운명을 함께한다”와 “여자와 아이 먼저”는 모두 빅토리아 시대의 상류계급에게 요구되던 도덕성과 명예, 혜택 포기에 대한 존경 등 기사도적 이상을 반영하고 있다.
이 관용구의 의미를 다시 풀어쓰면 선장은 배가 침몰 및 여타 파괴적 상황에 처했을 때 살아서 배를 나오는 마지막 사람이어야 하며, 승객 및 선원을 탈출시킬 수 없다면 선장 본인도 탈출하지 않고 함께 죽어야 한다는 뜻이다. 해사법에서는 선박의 상황여하에 무관한 모든 책임은 선주에게 있다고 하며, 때문에 선박 방기는 구난권 침해 등과 같은 법적 문제를 야기할 수 있다. 때문에 선장이 문제가 생긴 배를 버리면 그는 자신이 부재에 대한 책임을 지며 선박의 위험 상황이 해결될 때까지 배에 돌아가 있을 것을 강제받는다. 해군 함정의 함정장이 전시에 포로로 잡히지 않기 위해서 몸을 피하거나 선원을 구조하기 위한 목적 이외의 의도로 배를 방기할 경우 탈영에 준하는 범죄로서 사형에 처해질 수도 있다.
조난 선박 방기는 구류 및 금고형에 처해질 수 있는 범죄행위로 취급된다. 스페인, 그리스, 이탈리아에서는 수백년 전부터 선박 방기가 해사범죄로 명문화되어 있었다. 대한민국 법은 선장의 자기구조는 마지막에 이루어져야 한다고 규정하고 있다. 핀란드 해사법은 선장은 조난 선박 선상의 모든 이들을 구하기 위해 모든 노력을 다해야 하고, 자신의 생명이 즉각적 위험에 처해 있지 않다면 배가 구조될 희망이 있는 한 선상에 머물러야 한다. 미국의 경우 선박 방기 자체가 불법은 아니지만 선박 방기로 인하여 사망자가 발생하거나 했을 경우 고살로 인정되어 처벌될 수 있다. 한편 국제해사법에서는 선박 방기를 불법화하지 않는다.

## 같이 보기
- 탈영
- 여자와 아이들 먼저